# Tommaso Dolabella
Tommaso Dolabella (1570., Belluno – 1650. január 17., Krakkó) velencei származású olasz barokk festő, aktív éveiben leginkább Lengyelországban alkotott. A lengyelek épp ezért saját festőik között tartják számon, nemegyszer magyar nyelvű hivatkozásokban is keresztnevének lengyel írásmódjával, Tomasz Dolabella néven említik.

## Élete

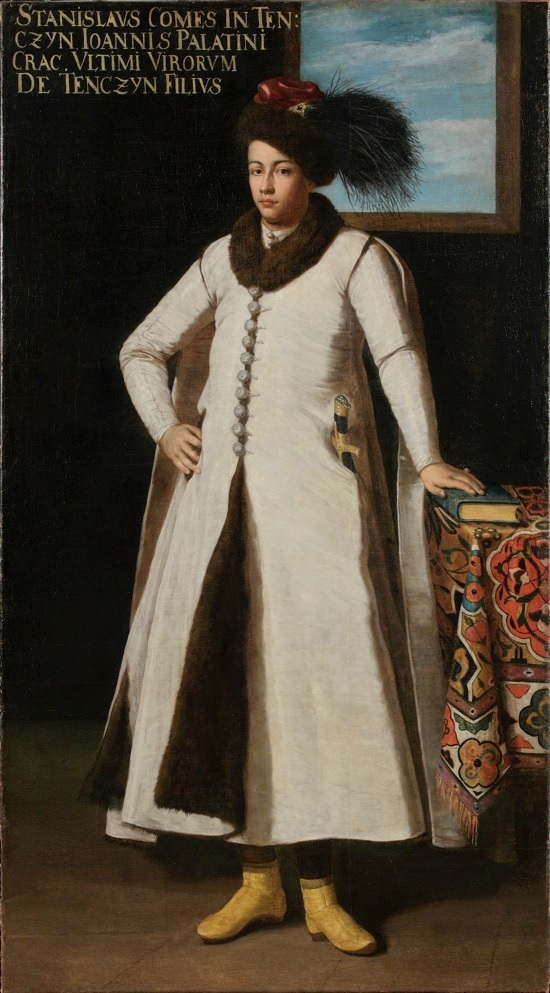
Stanisław Tęczyński portréja

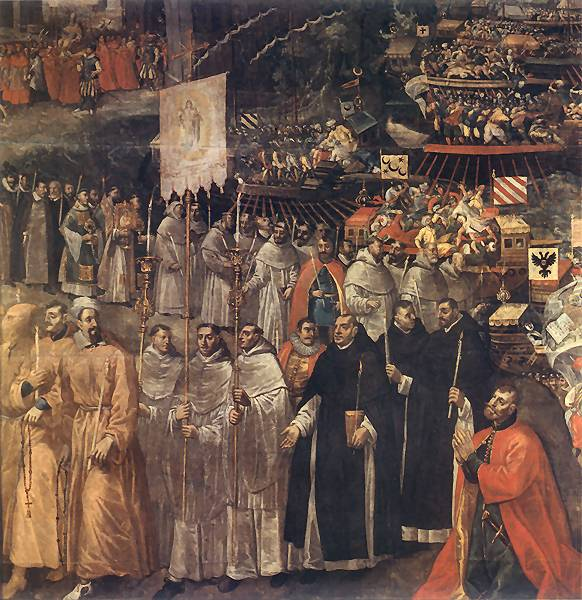
A lepantói csata, részlet

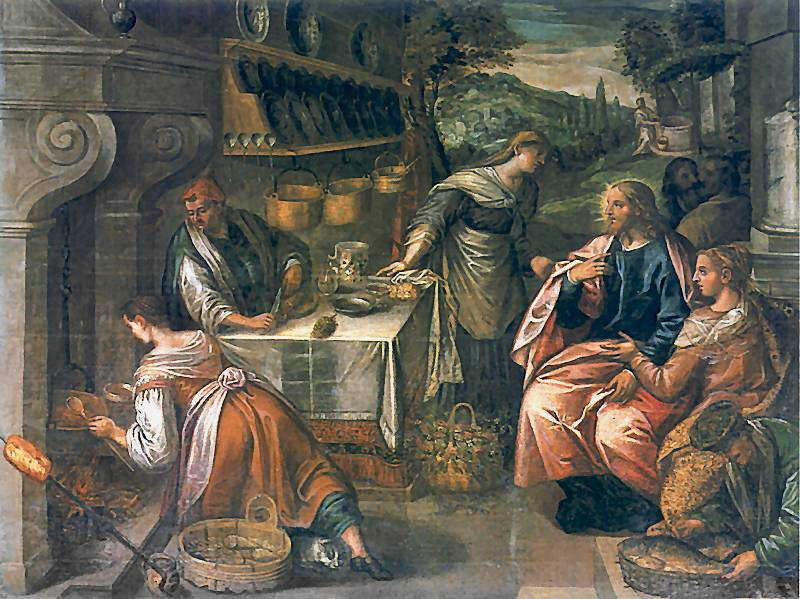
Krisztus Máriával és Mártával

Dolabella a görög származású, akkoriban Velencében tartózkodó Antonio Vassilacchi tanítványa volt, fiatalabb korában a velencei Dózse-palota díszítésén is dolgozott. 1600-ban Lengyelországba költözött, ahol a Wasa-dinasztiabeli királyok, III. Zsigmond, IV. László és János Kázmér udvari festője lett. Krakkóban maradt azután is, hogy a lengyel főváros Varsóba költözött.
Vallásos tartalmú képei többek között a krakkói waweli székesegyházat és a város kolostorait díszítik, de nagy számú portrét is festett. A Wawel kastélyba történelmi és allegorikus képeket is készített, ezek azonban elvesztek. Híres a lepantói csatát ábrázoló festménye is, amely a poznańi domonkos templomban található, de számos alkotása lelhető fel Krakkó különböző templomaiban is.
Dolabella volt az is, aki elsőként vitte el a Paolo Veronese és Jacopo Tintoretto nevével fémjelzett velencei késő reneszánsz stílust Lengyelországba, ezáltal jelentős hatással volt a 17. századi lengyel festészet alakulására. Az egyik legnagyobb változást e téren az jelentette, hogy az addig széles körben használt technikát – a fára festett tempera képeket – vászonra készülő olajfestmények váltották fel.